# Pseudoplectrurus canaricus
Pseudoplectrurus canaricus – gatunek węża z rodziny tarczogonowatych (Uropeltidae); jedyny przedstawiciel monotypowego rodzaju Pseudoplectrurus. Znany jest tylko z miejsca typowego w Ghatach Zachodnich w stanie Karnataka w południowo-zachodnich Indiach.